# Nuovi borghi rurali nel periodo fascista
I nuovi borghi rurali sono nuovi insediamenti all'interno di quegli interventi di programmazione d'area vasta che prevedevano sistemi urbani o rurali funzionalmente integrati nel territorio e fondati durante il ventennio del regime fascista.
Si trattò, nella maggior parte dei casi, di fondazioni di varia tipologia insediativa, quasi sempre programmate nell'ambito di una pianificazione territoriale di più ampia scala del territorio agricolo, che prevedeva quasi sempre la bonifica idrico-ambientale di vaste aree. Gli insediamenti così creati, nella maggior parte dei casi, erano programmati per occupare una modesta estensione territoriale, su base demografica limitata, ed avevano uno specifico carattere rurale o sovente di centro di servizi per l'insediamento agricolo sparso.

## Caratteri
La letteratura e la critica si occupano più spesso di "città di fondazione", trattando dei pochi insediamenti propriamente urbani pianificati e parzialmente o totalmente realizzati durante il regime, delle loro caratteristiche urbanistiche ed architettoniche e del ruolo che hanno avuto nell'ambito del dibattito architettonico italiano negli anni trenta del XX secolo.
Le città di fondazione nel periodo fascista, intesi come centri urbani autonomi, rappresentarono l'altro aspetto di programmazione del territorio insieme ai complessi sistemi rurali previsti nell'estesa e significativa opera di bonifica integrale e colonizzazione attuata dal regime nel corso del ventennio.
Questo ampio sviluppo urbanistico relativo alla creazione di nuovi insediamenti è stato recentemente oggetto di studi, riscoperte e pubblicazioni.
I nuclei, sia per le modeste dimensioni che per le loro caratteristiche progettuali, non erano assimilabili ad un centro urbano vero e proprio. La più frequente tipologia insediativa corrispondeva, infatti, ad un centro di servizi posto all'interno di un'area d'insediamento sparso, ove le case rurali sono poste direttamente sull'appezzamento agricolo assegnato alla famiglia colonica.
Il centro di aggregazione non aveva carattere residenziale, ma comprendeva edifici pubblici (chiesa, casa del fascio, a volte municipio, caserma dei carabinieri o della Milizia, ufficio postale e scuola) e servizi (spaccio, barbiere, locanda) organizzati intorno a una piazza o ad un asse viario. In alcuni casi, il nucleo insediativo era ancora più povero, come in alcuni esempi siciliani, con la scuola rurale, la sede del consorzio agrario e poco più.
Le aree necessarie a realizzare gli interventi venivano recuperate quasi sempre attingendo a terreni demaniali incolti, aree soggette ad usi civici, aree acquitrinose acquisite a poco prezzo e che venivano affidati all'ente incaricato della bonifica, quasi sempre l'O.N.C. (Opera Nazionale Combattenti), che provvedeva alla pianificazione, all'appoderamento ed all'assegnazione dei vari appezzamenti a famiglie di mezzadri che avrebbero nel tempo ripagato gli investimenti iniziali ed anche riscattata la proprietà.
Furono numerosi i casi in cui anche privati (società anonime speculative, opere pie, famiglie della nobiltà romana) parteciparono, più o meno volontariamente, alle iniziative di bonifica appoderando terreni da valorizzare e affidare a mezzadria e usufruendo di mutui agevolati per le opere necessarie.
Scarsi furono i casi di esproprio per inadempienza dei proprietari, tenuti ad eseguire le opere di appoderamento, soprattutto in Puglia e in Sicilia, nonostante che la legislazione fosse stata orientata in tal senso sia prima, che durante il fascismo.
Il principale promotore di tale legislazione ed in generale dei processi di bonifica integrale fu Arrigo Serpieri che però nel 1935 fu esonerato proprio a causa della sua intransigenza verso i mancati espropri.

## I presupposti politici ed ideologici

Mussolini ad Arborea

L'intensa attività di fondazione dei nuovi insediamenti nasceva da specifici caratteri dell'ideologia fascista ed in particolare dalle istanze antimoderne e antiurbane che caratterizzavano una parte del movimento, senza per questo esaurirne la complessità.
Le nuove fondazioni avevano quindi carattere di piccoli centri rurali, nell'ottica di un tradizionalista ritorno alla terra e alla civiltà contadina, che il fascismo mostrava di preferire alla grande urbanizzazione, nonostante una parte di esso si presentasse come modernista.
La "ruralizzazione" dell'intera società fu infatti un obiettivo prioritario, tanto da condizionare le scelte economiche fin dal 1928.
L'inurbamento, dopo la prima guerra mondiale, di un numero crescente di popolazione rurale fu visto negativamente dal fascismo, nonostante fosse connaturato all'industrializzazione del paese, a causa dell'abbassamento della natalità e della spinta verso la formazione di una coscienza di classe.
La creazione di nuove possibilità di sfruttamento agricolo avrebbe creato una classe sociale di piccoli mezzadri o proprietari agricoli, legati alla terra con tutta la famiglia, immuni alla crisi d'identità causata dal rapporto salariare e dall'inurbamento. La mezzadria fu propugnata fortemente e vista come mezzo per la "sbracciantizzazione" ed esempio e origine del corporativismo.
Da notare come questo avvenisse dopo un periodo in cui le leghe “bianche” e “rosse” avevano combattuto dure lotte, proprio per il superamento dei rapporti mezzadrili e che le revisioni operate dal fascismo ai patti mezzadrili avevano peggiorato le condizioni del mezzadro.
Si sperava, quindi, che la "ruralizzazione" avrebbe stabilizzato la struttura sociale, combattuto la denatalità, vista come degenerazione, i disordini sociali, e la degenenerazione della razza, assicurando la sanità fisica e morale della "stirpe italiana".
Inoltre, dietro le motivazioni idealistiche, sussisteva di fatto la considerazione della maggiore possibilità di controllo di piccoli gruppi di persone, di cui era più facile catturare il consenso rispetto a quanto accadeva con le grandi masse delle città.
Alcuni storici dietro l'ideologia nel "ruralismo" vedono una politica economica tesa a comprimere redditi e consumi, assorbendo la manodopera, cui l'industria non poteva dare lavoro, evitando l'arresto di una crescita demografica e facendo dell'agricoltura di un serbatoio, in attesa che la produzione industriale superasse la crisi.

## Gli scopi
I nuovi centri avevano ovviamente anche scopi economici e sociali, in quanto volevano essere centri propulsivi dello sviluppo agricolo (oppure, in qualche caso, industriale o minerario) di zone precedentemente poco produttive, come l'Agro Pontino e il Metapontino. Si sperava di incrementare la produzione agricola nazionale, insufficiente al fabbisogno interno, in un periodo di autarchia che aveva portato Mussolini ad intraprendere la "battaglia del grano" per raggiungere l'autosufficienza alimentare.
Le vaste azioni di bonifica avevano anche lo scopo di dare occupazione al gran numero di disoccupati, causato anche la crisi mondiale successiva al 1929, che avrebbe potuto, soprattutto al Nord, dar vita ad azione di dissenso.
La fondazione di nuovi centri rappresentò infine un'operazione di grande valenza propagandistica per il regime, con riflessi anche all'estero, e questo fu anche un motivo per il quale il modello delle iniziative di "bonifica integrale" fu replicato ovunque e in continuazione fino alle soglie del secondo conflitto mondiale.

## Architettura
L'architettura degli insediamenti di fondazione riflette la complessità del panorama architettonico italiano degli anni trenta, in cui convivevano le istanze del razionalismo europeo più rigoroso, con il cosiddetto stile "novecento" che perseguiva una rilettura della tradizione, per tacere delle posizioni più accademiche.
Tra tali posizioni vigeva un'accesa polemica che non impediva compromessi ed ibridazioni sulla strada di ricerca di un razionalismo "italiano" portata avanti, per esempio da Libera e sull'attenzione per l'architettura spontanea "mediterranea".
Gli esiti di questo scontro polemico possiamo vederli ad esempio nella realizzazione dei centri dell'Agro Pontino. Nella maggior parte dei casi prevale però la ricerca di conciliare modernità e tradizione, con forme che tanto richiamano la pittura metafisica.

## Elenco

### Lazio
Le bonifiche integrali attuate nel Lazio e, soprattutto, nell'Agro Pontino, rappresentarono un momento importante nella politica economica e nella propaganda del regime. Le attività di bonifica proseguivano analoghe iniziative avviate già sotto il governo Nitti.
L'attività insediativa comprese anche centri urbani importanti (Littoria (poi Latina), Sabaudia, Pomezia, Aprilia, Pontinia e Guidonia) sorti senza un ordine prestabilito, ma piuttosto seguendo le esigenze che man mano ponevano la bonifica, l'infrastrutturazione e l'insediamento agricolo.
Altri centri importanti furono Colleferro (1935) e San Cesareo (1928)
Tuttavia la maggior parte dei nuovi nuclei d'insediamento fu costituita da piccoli centri di servizio a cui facevano capo le aree agricole appoderate. Si riporta un elenco non esaustivo di tali insediamenti, recentemente oggetto di riscoperta storica e culturale.
- 1927 Borgo Podgora (comune di Latina)
- 1929 Borgo Sabotino (comune di Latina)
- 1929 Borgo Grappa (comune di Latina)
- 1929 Borgo San Michele (comune di Latina)
- 1929 Doganella di Ninfa (comune di Sermoneta - comune di Cisterna di Latina)
- 1931 Borgo Isonzo (comune di Latina)
- 1931 Borgo Piave (comune di Latina)
- 1931 Borgo Carso (comune di Latina)
- 1933 Borgo Pasubio (comune di Pontinia)
- 1933 Borgo Montello (rifondato e ripopolato) (comune di Latina)
- 1933 Borgo Bainsizza (comune di Latina)
- 1933 Borgo Faiti (comune di Latina)
- 1934 Villaggio Latina Scalo (comune di Latina)
- 1934 Borgo Flora (comune di Cisterna di Latina)
- 1935 Borgo San Donato (comune di Sabaudia)
- 1935 Borgo Vodice (comune di Sabaudia)
- 1935 Borgo Hermada (comune di Terracina)
- 1935 Borgo Montenero (comune di San Felice Circeo)
- 1940 Borgo San Pietro (frazione di Petrella Salto (RI) ricostruito dopo l'erezione della diga del Salto e la conseguente sommersione del borgo medievale).

### Puglia
Per tutti gli anni trenta il regime progettò un'ampia bonifica integrale della Capitanata che migliorasse la situazione di un territorio caratterizzato da zone basse e malariche, latifondi malamente coltivati a frumento, una grande massa di braccianti disoccupati che avevano dato vita a movimenti di lotta per la terra.
Gli interventi poterono essere attuati solo a partire dal 1938 e compresero la realizzazione di strade ed altre infrastrutture, l'appoderamento di circa 40.000 ha da assegnare a mezzadri, la realizzazione di due nuovi centri abitati (Segezia e Incoronata) ed altri borghi minori (Borgo Giardinetto (presso Troia), Borgo Cervaro, Borgo Mezzanone (Manfredonia) e Tavernola). Altri insediamenti sorsero anche fuori dal Tavoliere.
Altri nuclei di nuova fondazione in Puglia:
- Borgo Piave (frazione di Lecce, omonimo del borgo pontino)
- Borgo Grappa (frazione di Lecce, omonimo del borgo pontino)
- Cardigliano
- Loconia (frazione di Canosa di Puglia)
- Montegrosso (frazione di Andria)
- Marina di Ginosa (frazione di Ginosa)
- Borgo Perrone (Case Alte)
- Castellaneta Marina

### Campania
- Borgo Appio - frazione di Grazzanise (CE);
- Borgo Centore - frazione di Cellole (CE);
- Borgo Domizio - frazione di Castel Volturno (CE);
- Borgo Licola - frazione di Giugliano in Campania (NA);
- Borgo San Lorenzo - frazione di Aversa e Casaluce (CE);
- Borgo la Riccia-Ponte Riccio - frazione di Giugliano in Campania (NA);
- Borgo Maddalena - frazione di Grumo Nevano (NA);

### Sardegna
- San Priamo Villaggio Giurati - frazione di San Vito;
- Strovina - frazione di Sanluri;
- Carbonia - città già carbonifera e capoluogo di provincia;
- Bacu Abis - frazione già carbonifera di Carbonia;
- Cortoghiana - frazione già carbonifera di Carbonia;
- Arborea già Mussolinia di Sardegna;
- Campo Giavesu - frazione di Giave;
- Fertilia - frazione di Alghero, sede dell'omonimo aeroporto;
- Tramariglio - frazione di Alghero;
- Villaggio Calich - frazione di Alghero;

### Sicilia

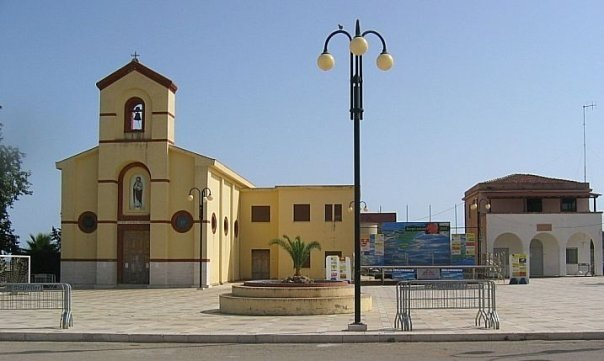
Borgo Bonsignore, in Sicilia, negli anni 2000.

In Sicilia i primi interventi di pianificazione di nuovi insediamenti risalgono a cavallo degli anni '20 e '30 nell'ambito delle campagne di bonifica di aree incolte e malsane che investirono l'intera nazione soprattutto dopo la legge n. 3134 del 1928 “Provvedimenti per la bonifica integrale”, che rafforzò provvedimenti legislativi precedenti. Una decina di nuovi borghi accolsero gli operai occupati nelle opere di bonifica ed erano destinati, in seguito, a divenire nuovi insediamenti abitativi o agricoli (Sferro, 1927), anche se non sempre il processo di riconversione fu attuato (Borgo Recalmigi, oggi abbandonato, nei pressi di Castronovo di Sicilia). Il più conosciuto di tali centri è Pergusa (1935), sorto per la bonifica delle zone umide intorno al lago di Pergusa. Altri siti di bonifica furono il lago di Lentini (Villaggio Bardara) e le aree umide intorno a Siracusa.
Due interessanti interventi dello stesso periodo furono realizzati da privati nell'ambito degli incentivi economici offerti per l'appoderamento mezzadrile dei latifondi: Villaggio Santa Rita e Libertinia realizzata tra il 1922 e il 1936 nelle campagne di Ramacca.
Intorno al 1939 la politica di sostegno alla mezzadria e di attenzione alla questione rurale ed al riassetto complessivo dell'agricoltura siciliana ebbe un'accelerazione che la propaganda di regime denominò "assalto al latifondo" e che portò alla legge 2/1/1940 che rafforzava precedenti disposizioni di riforma agraria, alla nascita dell'ECLS, (Ente di colonizzazione del latifondo siciliano) ed alla fondazione di alcuni borghi, alcuni molto piccoli, destinati a diventare centri di servizi del futuro appoderamento delle aree incolte circostanti, secondo un modello consueto.
Nacquero così otto borghi, ognuno di essi atto ad accogliere circa 1 .500 persone, comprendeva una serie di strutture edilizie e urbane: la chiesa, la canonica, la casa del fascio, la caserma, la casa sanitaria, locali per artigiani, la trattoria, la farmacia, l'ufficio dell'Ente di colonizzazione e una fontana pubblica, oltre a diversi "sottoborghi" più piccoli, e vennero progettati da giovani progettisti con intenti pienamente funzionalisti. 
Nel 1939 fu progettato da Luigi Epifanio Borgo Amerigo Fazio nel trapanese

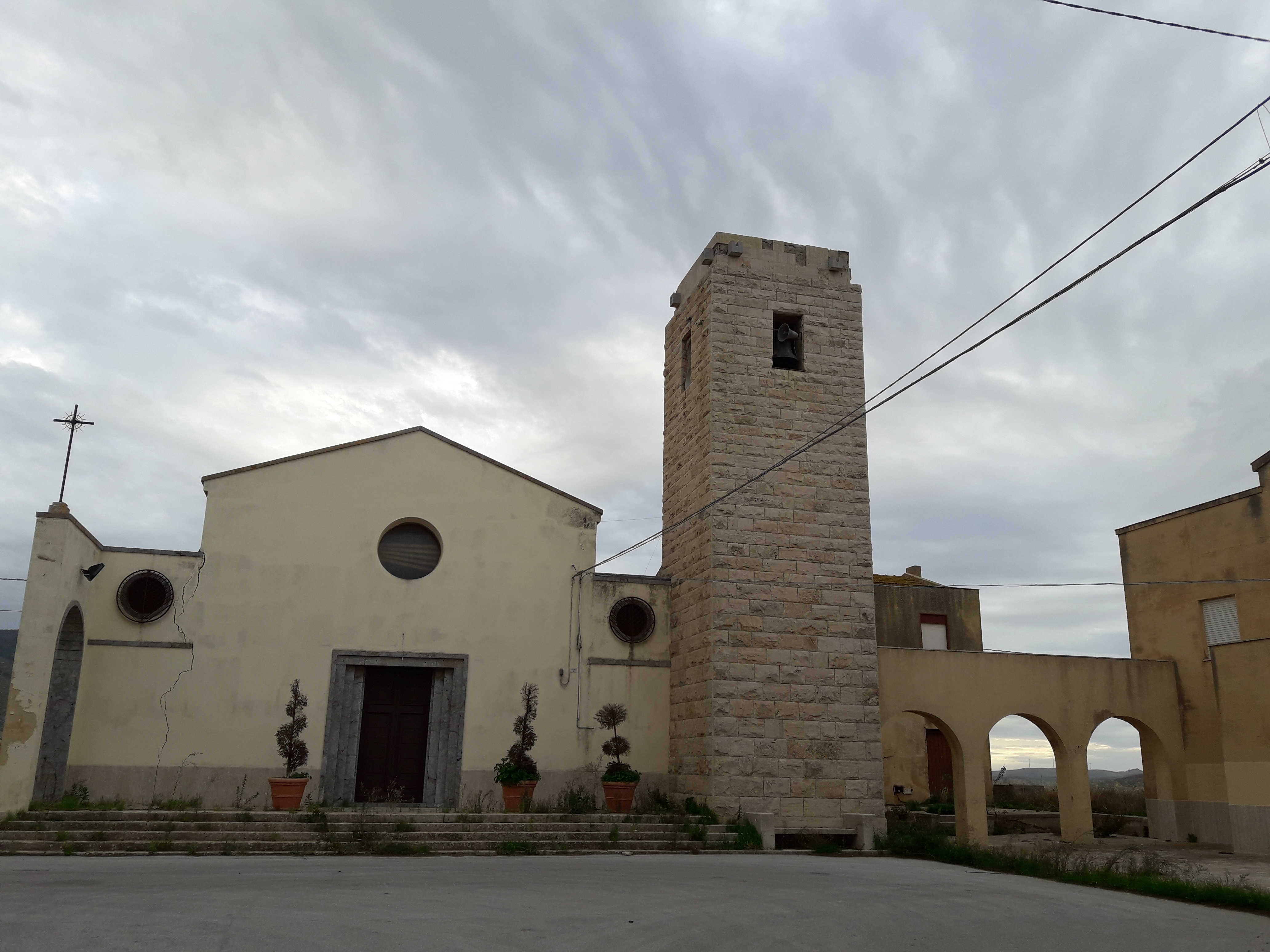
Borgo Livio Bassi nel trapanese

Realizzati intorno al 1940 furono Borgo Lupo (Mineo), Borgo Giuliano (San Teodoro), Borgo Portella della Croce (Tra Prizzi e Vicari), Borgo Petilia (Caltanissetta), Borgo Giacomo Schirò (Monreale), Borgo Vicaretto (Castellana Sicula), Borgo Baccarato (Aidone), Borgo Antonio Cascino (Enna), Borgo Domenico Borzellino (Monreale), Borgo Antonio Bonsignore (Ribera).
L'operazione fallì per molte cause, oltre ovviamente allo scoppio della guerra: la carenza di infrastrutture, la scarsa disponibilità dei contadini a lasciare i centri abitati di origine, la mancanza di terreni da appoderare, non avendo proceduto ad alcun esproprio. Infatti gli unici terreni espropriati furono di proprietà inglese, nella ducea di Nelson tra Maniace e Bronte dove fu fondato il Borgo Caracciolo, oggi abbandonato. Alcuni borghi non vennero mai utilizzati ed attualmente risultano praticamente tutti in stato di abbandono ed alcuni, anche pregevoli come architettura, ormai ruderi (Borgo Lupo, Borgo Schirò).
Altri borghi vennero realizzati da altri enti e soggetti locali.
Un caso a parte fu Mussolinia di Sicilia, oggi Santo Pietro, frazione del comune di Caltagirone, un progetto ampiamente pubblicizzato (Mussolini pose la prima pietra) e mai completato a seguito di vicende grottesche che hanno sollevato l'interesse di narratori come Sciascia e Camilleri.
Elenco insediamenti in Sicilia:
- Borgo Callea detto poi Borgo Tumarrano, Borgo Pasquale - Fraz. di Cammarata
- Borgo La Loggia, Villaggio Mosè - Frazioni di Agrigento
- Borgo Burrainiti - Provincia di Agrigento
- Villaggio Villanova - Fraz. di Villarosa in provincia di Enna
- Borgo Guttadauro (abbandonato), Borgo Gurgazzi - Butera
- Borgo Manfria - Gela
- Villaggio Santa Barbara - Provincia di Caltanissetta
- Libertinia - Ramacca
- Borgo Ventimiglia - Caltagirone
- Borgo Ingrao, Borgo Ciclino - Provincia di Messina
- Borgo Manganaro - Vicari
- Villaggio Grottamurata, Borgo Filaga, Fellamonica, Borgo Riena (abbandonato), Borgo Margana - Provincia di Palermo
- Villaggio Bellolampo - Palermo
- Borgo Capparini - Monreale
- Borgo Castagnola, Borgo Piano Cavaliere, Borgo Pizzillo, Borgo Roccella - Contessa Entellina
- Borgo Angelo Rizza (oggi abbandonato) - Carlentini
- Borgo Regalmici - Castronovo di Sicilia
- Borgo Fiumefreddo - Siracusa
- Borgo Binuara - Trapani
- Borgo Livio Bassi - C.da Ummari, Trapani
- Borgo Amerigo Fazio  - Trapani
- Borgo Badia- Buseto Palizzolo
- Borgo Bruca - Buseto Palizzolo
- Borgo Runza - Mazara del Vallo
- Borgo Recalmigi - Castronovo di Sicilia
- Borgo Sferro - Paternò
- Villaggio Pergusa - Enna
- Santo Pietro - Caltagirone
- Borgo Lupo - Mineo
- Borgo Giuliano - San Teodoro
- Borgo Portella della Croce (Tra Prizzi e Vicari)
- Borgo Petilia - Caltanissetta
- Borgo Giacomo Schirò (Monreale, nei pressi di Corleone; disabitato)
- Borgo Vicaretto - Castellana Sicula
- Borgo Baccarato - Aidone
- Borgo Antonio Cascino - Enna
- Borgo Domenico Borzellino - Monreale
- Borgo Antonio Bonsignore - Ribera

### Istria
- Piedalbona di Albona nell'ex provincia di Pola ora in Croazia

### Altre regioni
Nelle altre regioni la fondazione di nuovi insediamenti urbani fu abbastanza episodica e non portò mai alla nascita di nuove realtà urbane ma di piccoli borghi o frazioni.
- Nelle Marche fu realizzata nel 1938 Metaurilia (oggi frazione di Fano), nell'ambito di un piccolo intervento di bonifica integrale su terreni comunali, presso il Metauro, che ebbe esiti deludenti[19]. Il centro presenta un insolito schema con le case coloniche identiche disposte a distanze costanti lungo la strada statale Adriatica.
- Nel Molise si cita Nuova Cliternia (frazione di Campomarino), al confine con la Puglia.
- In Basilicata vennero realizzate, nei pressi di Pisticci di cui oggi sono frazioni, due colonie confinarie per dissidenti politici: il Centro Colonico Villaggio Marconi (oggi Centro Agricolo) e Bosco Salice, l'attuale Marconia.
- In Abruzzo furono fondati due centri, poco conosciuti. Il primo, originariamente denominato Salle del Littorio (oggi Salle Nuova, frazione di Salle) in provincia di Pescara, fu realizzata a partire dal 1936, a seguito di movimenti franosi che avevano investito il nucleo altomedievale del paese. Il secondo, Aielli Stazione (frazione di Aielli) in provincia dell'Aquila fu fondato anch'esso in sostituzione di un nucleo antico[20]. Nel 1934, inoltre, il fascismo promosse la realizzazione di un piccolo insediamento, Fonte Cerreto (frazione dell'Aquila) con annessa stazione turistica a servizio della funivia del Gran Sasso d'Italia e degli impianti sportivi di Campo Imperatore.

## Nuovi insediamenti nelle colonie

### Libia (1934-1940)

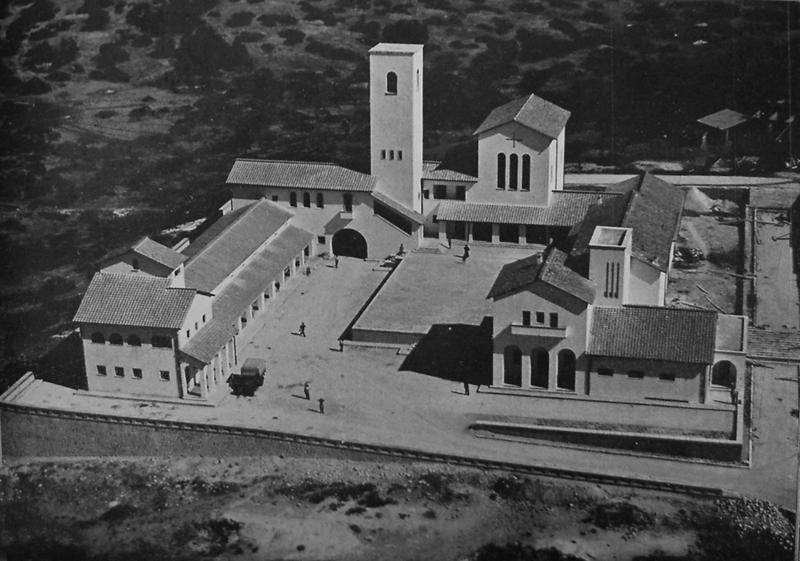
Il villaggio "D'Annunzio" in Libia

La piazza centrale del villaggio Mameli

In Libia, dopo un pluriennale processo di demanializzazione delle aree fertili vicino alla costa, mediante espropri e acquisti, fu deciso, intorno al 1931, una decisa accelerazione dell'intervento colonizzazione agraria che doveva portare ad insediare 500.000 coloni in vent'anni e già verso la fine del 1931, si insediarono in Tripolitania circa 5.000 coloni. Tuttavia l'impulso decisivo si ebbe nel 1934 con la nomina a Governatore della Libia di Italo Balbo che fece costruire la nuova strada Litoranea Libica, spina dorsale della presenza italiana e del nuovo insediamento demografico che portò alla creazione di numerosi centri abitati, soprattutto in Cirenaica. Così nel 1938 arrivarono circa 15.000 coloni, e oltre 10.000 nel 1939.
Tra il 1933 ed il 1934 furono realizzati in Cirenaica i villaggi agricoli "Beda Littoria", "Luigi di Savoia", “Primavera” (in seguito denominato “Luigi Razza”) e “Giovanni Berta”.
Tra il 1936 ed il 1939 sorsero i villaggi Baracca, “Oberdan”, D'Annunzio, “Battisti”, Mameli, “Filzi”, Giordani, “Micca”, Oliveti, "Gioda", "Breviglieri", "Crispi", "Marconi", “Garibaldi”, “Corradini”, "Tazzoli", "Michele Bianchi”, "Maddalena".
I villaggi "Sauro", e "Borgo Torelli", rimasero allo stadio di progetto in quanto il contingente di coloni previsto per il 1940 non partì mai per la Libia. I villaggi furono intitolati a eroi storici o personalità del regime.
Gli enti attuatori furono principalmente l'I.N.F.P.S. (Istituto Nazionale Fascista per la Previdenza Sociale), e l'E.C.L. (Ente di Colonizzazione della Libia), anche se non mancarono insediamenti di vario tipo da parte di imprenditori privati, fin dagli anni venti ("El Guarscià", "El Merg", "Tigrinna").

Il villaggio Oliveti

Gli insediamenti erano costituiti da un centro di servizio, organizzato intorno a una piazza, generalmente aperta su un lato, intorno alla quale venivano eretti gli edifici pubblici (chiesa, casa del fascio, municipio, spaccio, uffici dell'ente di colonizzazione, locanda). Gli edifici colonici unifamiliari o bifamiliari, ad un solo piano, posti direttamente sui singoli appezzamenti assegnati. La finalità dell'operazione, conforme all'ideologia "rurale" che caratterizzava una parte del movimento fascista, era la creazione della piccola proprietà contadina; lo stato forniva i mezzi necessari alle famiglie, che avrebbero ripagato gli anticipi ricevuti, riscattando nel tempo la casa e la terra.
La maggior parte dei progetti dei villaggi di colonizzazione realizzati furono eseguiti da Florestano Di Fausto, Umberto Di Segni e Giovanni Pellegrini, che, pur con qualche diversità, utilizzarono un linguaggio razionalista declinato in senso mediterraneo, ispirato all'architettura spontanea (volumi semplici, portici, terrazze, scale esterne) oppure con accenti vernacolari padani come nel villaggio "D'Annunzio".
Tra il 1938 e il 1939, si estese l'iniziativa anche alla popolazione locale per ovviare ai problemi causati dalla demanializzazione forzata ed alla concentrazione di sfollati a seguito delle operazioni di repressione dei ribelli. L'iniziativa non ebbe successo a causa dell'inizio della guerra, della tendenza alla pastorizia delle popolazioni e della scarsa produttività dei suoli.
Furono realizzati, con caratteristiche analoghe ai precedenti, "El Fager" (al Fajr, "Alba"), "Zahara" (Zahra, "Fiorita") e "Mamhura" (Fiorente), gli unici effettivamente utilizzati, "Gedida" (Jadida, "Nuova"), "Nahima" (Deliziosa)

### Dodecaneso (Grecia)
Nell'arcipelago del Dodecaneso, furono eseguiti numerosi interventi architettonici ed urbanistici a Rodi a Coo e nelle altre isole. Il più importante nuovo insediamento fu la cittadina di Portolago, nell'isola di Leros, con il carattere di cittadina militare a servizio di un aeroporto e una base navale che facevano dell'isola il centro della difesa militare nell'Egeo; in pratica accoglieva gli avieri con le loro famiglie.
L'insediamento che prende il nome dal governatore Mario Lago, fu progettato secondo i canoni del Razionalismo Italiano. Alcuni considerano questa piccola città, riscoperta solo di recente, come una delle migliori opere urbanistiche ed architettoniche del periodo fascista e del Movimento Moderno in architettura.
Altri insediamenti di tipo agricolo furono realizzati da privati sulle isole di Coo e Rodi, tra cui il villaggio di Peveragno Rodio.